# Hercostomus henanus
Hercostomus henanus är en tvåvingeart som beskrevs av Yang 1999. Hercostomus henanus ingår i släktet Hercostomus och familjen styltflugor.
Artens utbredningsområde är Henan (Kina). Inga underarter finns listade i Catalogue of Life.